# Artur Mas

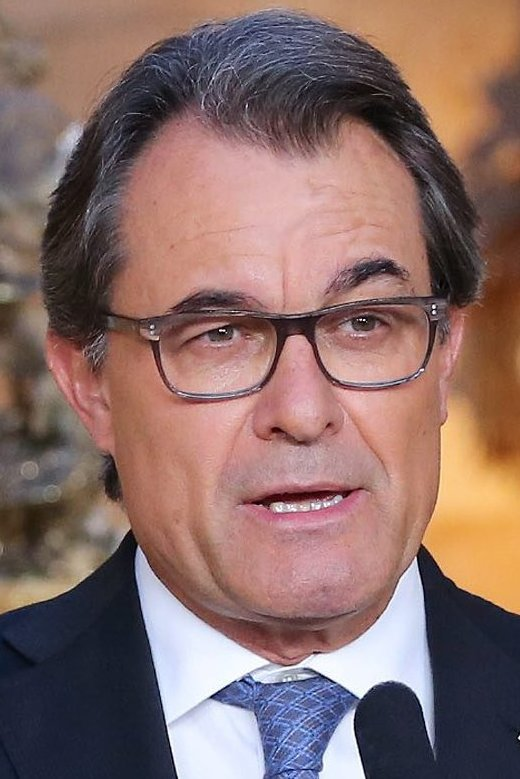
Artur Mas (2015)

Artur Mas i Gavarró (* 31. Januar 1956 in Barcelona) ist ein katalanischer Politiker. Er war Generalsekretär der Partei Convergència Democràtica de Catalunya (CDC), von Mai 2004 bis Dezember 2010 Oppositionsführer im katalanischen Parlament sowie anschließend bis Januar 2016 Präsident der Generalitat de Catalunya (Regionalregierung); unter seiner Führung vertrat die Regionalregierung ab 2012 erstmals eine offen separatistische Politik für Katalonien.

## Leben
Mas wuchs als ältestes von vier Kindern einer großbürgerlichen Familie auf, seine Mutter stammt aus einer Textil-, sein Vater aus einer Metallindustriellenfamilie. Er besuchte das Lycée Français und studierte anschließend Betriebswirtschaft und Volkswirtschaft. Im Alter von 26 Jahren trat er der Convergència i Unió (CiU) bei.
Mas ist seit 1982 mit Helena Rakosnik verheiratet. Das Paar hat zwei Söhne und eine Tochter. Seit 2016 ist Mas zudem zweifacher Großvater.

## Politische Laufbahn
Artur Mas saß von 1987 bis 1995 im Stadtrat von Barcelona und ist seit 1995 Mitglied des katalanischen Parlamentes. Von 2001 bis 2003 bekleidete er den neu geschaffenen Posten des Conseller en Cap (‚Leitender Minister‘), dessen Funktion in etwa der eines Ministerpräsidenten entsprach.
Mas trat bei den Wahlen zum Regionalparlament in den Jahren 2003 und 2006 als Spitzenkandidat der CiU an, die nach beiden Wahlen im Parlament die stärkste Fraktion stellte. Die Regierung wurde jedoch in beiden Fällen von einer Linkskoalition aus PSC, der ICV und  Esquerra Republicana gebildet.
Bei den Wahlen vom 28. November 2010 errang die CiU, wieder mit Artur Mas als Spitzenkandidat, 62 der 135 Sitze. Am 23. Dezember wurde er daraufhin bei Enthaltung der 28 Abgeordneten des PSC mit allen Stimmen der CiU zum 129. Präsidenten der Generalitat gewählt. Er steht einer Minderheitsregierung der CiU vor.
Am 25. September 2012 kündigte Mas Neuwahlen für den 25. November 2012 an, zwei Jahre vor dem turnusgemäßen Wahltermin. Dabei wurde die CiU zwar erneut stärkste Kraft, blieb aber weit hinter ihren eigenen Erwartungen zurück und verbuchte sogar das schlechteste Ergebnis bei Regionalwahlen seit 1984. Am 21. Dezember 2012 wurde Mas mit den Stimmen der CiU und der ERC erneut zum Präsidenten der Generalitat gewählt.
Nach der vorgezogenen Parlamentswahl 2015 hatten sich das Wahlbündnis Junts pel Sí, zu dem auch Mas’ CDC gehörte, und die linke CUP auf eine Zusammenarbeit verständigt. Die CUP lehnte Mas als Regierungschef aufgrund von Korruptionsvorwürfen als Präsidenten ab, Junts pel Sí wollte aber keinen anderen Kandidaten nominieren. Schließlich verzichtete Mas, am 9. Januar 2016 wurde der bisherige Bürgermeister von Girona, Carles Puigdemont, zu seinem Nachfolger gewählt.
Ende November 2014 eröffnete die Staatsanwaltschaft ein Verfahren gegen Mas im Zusammenhang mit der Volksbefragung über die politische Zukunft Kataloniens vom Beginn des Monats. Ebenfalls angeklagt wurden seine Stellvertreterin Joana Ortega sowie die Kultusministerin Irene Rigau. Ihnen wurde Ungehorsam, Rechtsbeugung, Amtsanmaßung und Unterschlagung öffentlicher Gelder zur Last gelegt. Der Prozess begann Anfang Februar 2017. Am 13. März 2017 wurde Mas vom obersten Gericht Kataloniens zu einer Geldstrafe in Höhe von 36.500 Euro verurteilt, außerdem wurde ihm für die Dauer von zwei Jahren untersagt, politische Ämter zu bekleiden; das Urteil wurde später auf 13 Monate begrenzt, so dass Mas ab Februar 2020 wieder für Amter antreten kann.